# Bruine konijnvis
De bruine konijnvis (Siganus luridus) is een straalvinnige vissensoort uit de familie van konijnvissen (Siganidae). De wetenschappelijke naam van de soort is voor het eerst geldig gepubliceerd in 1829 door Rüppell.